# JUST Slide
JUST Slide(ジャスト スライド)は、かつてジャストシステムが法人向けに販売していたプレゼンテーションソフトウェアである。同社が法人向けに販売するJUST Officeに含まれたほか、個人ユーザー向けには「一太郎 スーパープレミアム」(2012 承 以降)に若干仕様の異なるパーソナル版が同梱されている。

## 概要
Haansoft製Hanshow 2010をベースとした、スライドショーによる資料提示が可能なソフトウェアである。Microsoft Officeが2007以降に、UIやファイル形式等を大幅に仕様変更したことをきっかけに、安価にMicrosoft PowerPoint 2003相当の機能を提供することを目指して開発が始められた。Microsoft PowerPoint(pptx)やOpenOffice.org Impress(odp)のファイル形式の入出力に対応する。また、完全互換ではないが、ジャストシステムが販売しているAgree(hpt)のファイルも読み込み可能である。
2015年6月10日、「JUST Slide」に代わり「JUST Focus」が法人向け製品として発売された。「JUST Focus」はこれまでと異なり、Haansoft製品ベースではなく、ジャストシステムの自社開発製品である。同日発売の「JUST Office 3」に合わせ、初版であるが製品名は「JUST Focus 3」である。なお、個人向けとして「Agree 2010」の販売は継続される一方、法人向けの「JUST Slide」は終売となった。
さらに個人向けでも、2016年2月5日の「一太郎2016 スーパープレミアム」にて「Just Focus」に置き換わり、「JUST Slide」は完全に終売することとなった。

## 動作環境
- OS:Windows 8.1、8、7、Vista、XP Service Pack 3以上
- メモリー:1GB以上(XPのみ512MB以上)
- CPU:1GHz以上
- HDD容量:1GB以上

動作環境を参照

## 歴史
- 2011年6月9日 - 初版が発売。
- 2015年6月10日 - 「JUST Focus 3」発売に伴い、法人向けの販売が終了。
- 2016年2月5日 - 「一太郎2016 スーパープレミアム」発売に伴い、個人向けも販売終了。